# River Lune (Tees)
Der River Lune in Northumbria ist der kleinere der beiden Flüsse dieses Namens in England und ein rechter Nebenfluss des Tees.

## Verlauf
Der 24,11 km lange Fluss entspringt als Connypot Beck an der Südostseite des Little Fell östlich von Appleby-in-Westmoreland und nördlich von Kirkby Stephen; der amtlich definierte Quellbach ist dabei eines der kürzeren von mehreren Rinnsalen. Er wendet sich als Connypot Lumbs nach Nordosten und dann etwa sechs Kilometer nach der Quelle als Lune Head Beck nach Südosten.
Knapp 12 km nach der Quelle mündet von links der bis hier mit knapp 13 km etwas längere Long Grain, ab hier heißt das Gewässer Lune. Auf den nun noch 12,75 km bis zur Mündung durchfließt die Lune zwei Stauseen, das Selset Reservoir und das Grassholme Reservoir.
Bei Mickleton mündet er dann von rechts in den Tees.